# اقبرگای کولاه
اقبرگای کولاه (به انگلیسی: Aghbargai Khullah) یک منطقهٔ مسکونی در پاکستان است که در مناطق قبیله‌ای فدرال واقع شده‌است.

## خصوصیات
اقبرگای کولاه ۱٬۱۹۰ متر بالاتر از سطح دریا واقع شده‌است.